# Салинан-Баші
Салинан-Баші — гірська вершина в  Кабардино-Балкарії (Росія), розташована в північному відрозі  Головного Кавказького хребта, в межиріччі Чегема і  Черека Безенгійського. Висота — 4483 м. Салинан — перша вершина і найвища точка  Каргашильського хребта, в якому на північному сході за перевалом Салинан розташований масив Шаурту.
На північ від вершини знаходиться однойменний перевал — Салинан, що з'єднує долини річок Гара-Салинан і Черека Безенгійского (4150 м). Перекладається з балкарської, як «холодна гора», де салинан — «холодний»; баші — «вершина». Згідно з іншою версією, оронім перекладається, як «вершина, що нависає», де салинган — «нависає» (балк.).